# Амбухибари
Община Амбухибари (на малгашки: Ambohibary) е община (каоминина) в Мадагаскар, провинция Антанариву, регион Вакинанкарача, окръг Анцирабе II. Населението на общината през 2001 година е 51 629 души.